# Dzieło D-9 Twierdzy Modlin
Dzieło D-9 (Fort XVIIa) – dzieło pośrednie pierścienia zewnętrznego fortów Twierdzy Modlin, wzniesione w latach 1912–1915.
Dzieło D-9 znajduje się we wsi Janówek. Wchodziło w skład Grupy Fortowej „Janówek”. Były to koszary obronne. Ich budowy nigdy nie ukończono. W 1915 roku obiekt został wysadzony w powietrze. Obecnie jest wykorzystywany jako ścianka wspinaczkowa i teren gier paintballa.